# Napoleon Siemaszko

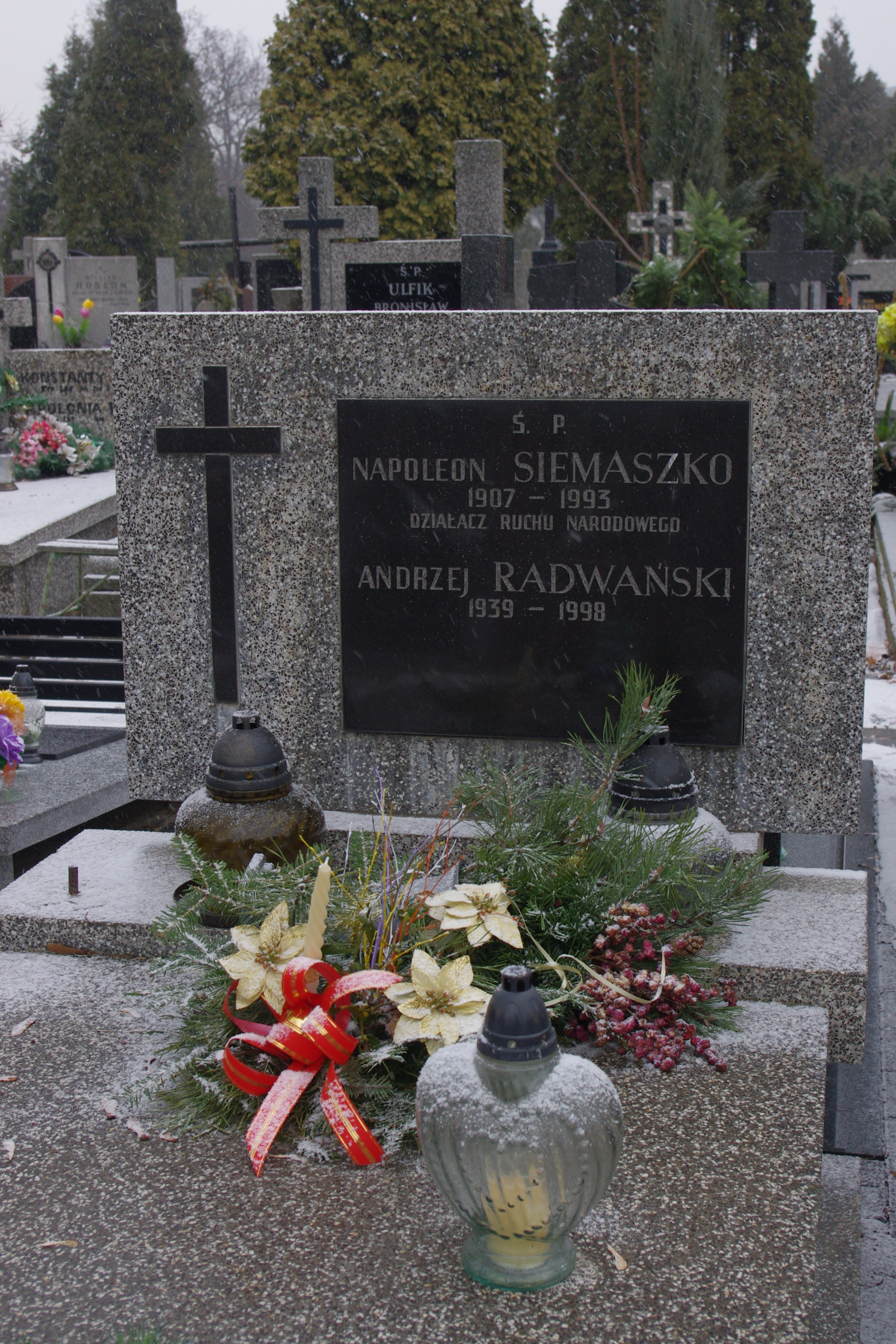
Grób Napoleona Siemaszko na cmentarzu Wawrzyszewskim w Warszawie

Napoleon Siemaszko (ur. 25 sierpnia 1907 w Wilnie, zm. 14 marca 1993 w Warszawie) – polski adwokat, działacz Stronnictwa Narodowego przed II wojną światową, po II wojnie światowej więzień stalinowski, następnie jeden z liderów nieformalnego środowiska ruchu narodowego w PRL.

## Życiorys
Od 1926 uczestniczył w akcjach Młodzieży Wszechpolskiej. W 1929 rozpoczął studia prawnicze na Uniwersytecie Stefana Batorego w Wilnie, w czasie których wstąpił do Stronnictwa Narodowego.
Po ukończeniu studiów w 1933 zaangażowany w działalność SN, został osadzony w obozie w Berezie Kartuskiej w listopadzie 1934 i przebywał w nim do marca 1935. Następnie kierował sekcją akademicką SN. W styczniu 1936 został aresztowany pod zarzutem kierowania „grupą terrorystyczną” i w kwietniu tego roku skazany na karę 4 lat pozbawienia wolności, zmniejszoną w II instancji do 3 lat. W maju 1939 opuścił więzienie, a w czerwcu 1939 został członkiem Zarządu Głównego SN.
W okresie II wojny światowej działał w konspiracji narodowej, ale nie odgrywał w niej większej roli. Był m.in., mieszkając w Warszawie, członkiem kierownictwa SN w okręgu łódzkim w początkowym okresie okupacji (od października 1939 do ok. 1941 roku).
Po II wojnie światowej, we wrześniu 1947 aresztowany, a w 1949 został skazany na karę 5 lat pozbawienia wolności, w związku ze sprawą Adama Doboszyńskiego. Wyszedł na wolność we wrześniu 1952.
Po 1956 pracował jako radca prawny w Stowarzyszeniu PAX, a od 1959 jako adwokat. Był jednym z liderów nieformalnego środowiska narodowego w czasach PRL, w latach 70. i 80. w jego warszawskim mieszkaniu, przyznanym mu przez Stowarzyszenie Pax, odbywały się spotkania tzw. salonu przy ul. Pięknej, na które przychodzili byli członkowie SN oraz osoby zainteresowane ideą endecką. W 1974 r. w Departamencie III MSW zatwierdzono wniosek o formalne zwerbowanie Siemaszki do współpracy jako TW „Teodor” o numerze rejestracyjnym 29425. Należał również do antysemickiego, łączącego nacjonalistów i komunistów Zjednoczenia Patriotycznego „Grunwald”.
W 1981 był jednym z inicjatorów powstania Narodowego Odrodzenia Polski, jednak na działalność tej organizacji nie miał wpływu. Po 1989 działał na rzecz zjednoczenia ruchu narodowego. Był m.in. wiceprezesem Instytutu Historycznego im. Romana Dmowskiego w Warszawie (od grudnia 1990) i wiceprezesem Stronnictwa Narodowo-Demokratycznego (od kwietnia 1991).